# Titularbistum Astigi
Astigi ist ein Titularbistum der römisch-katholischen Kirche.
Es geht zurück auf einen untergegangenen Bischofssitz in der antiken Stadt Écija, die in der Spätantike in der römischen Provinz Hispania ulterior bzw. in der Spätantike Baetica lag. Der Bischofssitz gehörte der Kirchenprovinz Sevilla an.
| Titularbischöfe von Astigi |                                                   |                                                       |                   |                    |
| Nr.                        | Name                                              | Amt                                                   | von               | bis                |
| 1                          | Umberto Malchiodi Titularerzbischof pro hac vice  | emeritierter Bischof von Piacenza (Italien)           | 3. Oktober 1969   | 14. Januar 1971    |
| 2                          | Antal Jakab                                       | Koadjutorbischof in Alba Iulia (Rumänien)             | 23. Dezember 1971 | 2. April 1980      |
| 3                          | Pio Vittorio Vigo                                 | Weihbischof in Catania (Italien)                      | 13. Januar 1981   | 7. März 1985       |
| 4                          | Agostino Marchetto Titularerzbischof pro hac vice | Apostolischer Nuntius Kurienerzbischof                | 31. August 1985   | 30. September 2023 |
| 5                          | Bruno Varriano OFM                                | Weihbischof im Lateinischen Patriarchat von Jerusalem | 9. Januar 2024    |                    |